# Васудева I
Васудева I — правитель Кушанського царства, останній з великих царів, який успадкував владу від Гувішки.

## Життєпис
За часів правління Васудеви кушани основну увагу приділяли індійським територіям у долині річки Ганг. Їм ставало все важче утримувати під своєю владою провінції на північному заході. Матхура у той період відігравала особливу роль у політичному й культурному житті Кушанської імперії.
Період правління Васудеви пов'язаний з появою ознак занепаду Кушанської імперії. Це, з одного боку, виражалось у серйозній боротьбі з державою Сасанідів, з іншого боку — у боротьбі з місцевими індійськими династіями. Так, кушанські царі були змушені визнати самостійність династії Нагів, які правили у Матхурі, й царів Каушамбі. Невдовзі кушани втратили й області Центральної Індії. Ще одне свідчення економічної слабкості Кушанської імперії за Васудеви I — деградація монетного карбування. Якщо золоті монети з іменем Васудеви цілком відповідають загальноприйнятому стандарту, то найбільш ходові мідні монети вже містили тільки частину звичайної легенди та грубо виготовлені (деякі з них, випущені його спадкоємцями, розглядаються як імітації монет Васудеви).
У літературі описано не менше семи написів письмом брахмі з іменем «Васудева», виявлених у районі Матхури. Типово індійське ім'я Васудеви I, а також випуск монет з зображеннями Шиви й Лакшмі свідчать на користь того, що Васудева I був індуїстом та спирався на брахманізм. На думку істориків, за Васудеви I запанував той різновид культу Шиви, що відрізнявся нетерпимістю до інших релігій і культів. Оскільки «Васудева» — це ім'я батька Крішни в індуїзмі, Васудева I став першим кушанським царем з іменем індуїстського бога.
Відомі також знахідки монет з іменем «Васудева» далеко за межами території Індії. В літературі описаний скарб золотих монет царя Васудеви, цілком нових, знайдений на території Аксумського царства (північний схід африканського континенту). Імовірно, монети того скарбу були зібрані кушанським царем і потім доставлені до столиці Аксумського царства. Оскільки в Аксумській державі не виявлено розвинутих товарно-грошових відносин, було зроблено припущення про те, що скарб є посольським дарунком кушанського царя Васудеви та призначався для Аксумського царя. Вважається, що у III столітті єгипетське мореплавство переживало кризу, й торгівля з Індією здійснювалась через Аксумське царство. Саме туди прямували посли Васудеви з призначеними для місцевого царя багатими дарунками у вигляді золотого кушанського чекану.